# Thaumatomyia egregia
Thaumatomyia egregia är en tvåvingeart som beskrevs av Oswald Duda 1934. Thaumatomyia egregia ingår i släktet Thaumatomyia och familjen fritflugor. Inga underarter finns listade i Catalogue of Life.